# Harry Gasser
Harry A. Gasser (Carcar, 2 december 1937 – Quezon City, 3 april 2014) was een Filipijns presentator en nieuwslezer. Gasser was het gezicht van het Filipijnse nieuws ten tijde van het dictatoriale regimes van Ferdinand Marcos.

## Biografie
Harry Gasser werd geboren op 2 december 1937 in Carcar in de Filipijnse provincie Cebu. Hij studeerde redevoering en toneel aan de Far Eastern University en de University of San Carlos en behaalde in 1958 zijn Bachelor of Arts-diploma. 
Gasser was van 1969 tot 1972 te zien in het nieuwsprogramma Balita Ngayon op ABS-CBN en van 1973 tot 1977 in BBC Primetime News op Banahaw Broadcasting Corp. (BBC) Channel 2. Hij werd bekend als presentator van het programma Newswatch op de zender RPN-9 van 1975 tot 1999. Nadat president Ferdinand Marcos de staat van beleg uitriep werden veel andere zenders gedwongen om te sluiten. Hierdoor verdwenen andere bekende nieuwsanchors als Jose Mari Velez en Bong Lapira van het scherm en werd Gasser het gezicht van het nieuws op de televisie. Na de val van Marcos door de EDSA-revolutie was hij ook nog enige tijd manager van Radio Veritas voor hij verhuisde naar Cebu City. Daar presenteerde Gasser van 1999 tot 2007 TV Patrol Central Visayas op de zender ABS-CBN.
Gasser werd op 28 maart 2014 getroffen door een hersenbloeding. Een week later overleed hij op 76-jarige leeftijd aan de gevolgen daarvan in Quezon City Medical Center. Hij was getrouwd met actrice Flora Gasser en kreeg met haar twee kinderen.